# Fabók Mariann
Fabók Mariann (Budapest, 1982. október 27. –) magyar színésznő, bábművész.

## Életpályája
Édesapja Fabók Endre, édesanyja Oroszy Edit pedagógus. Testvérei, Fabók Katalin pedagógus és Fabók Endre költő. A Budai Nagy Antal Gimnáziumban érettségizett. 2001-2004 között a Kolibri Színház stúdiósa volt, ahol színész II. képesítést szerzett. 2004-2008 között a Színház- és Filmművészeti Egyetem bábszínész szakos hallgatója volt. 2008-2014 között a Miskolci Nemzeti Színház tagja volt. 2014-től szabadúszó művész, majd megalapította Fabók Mancsi Bábszínháza elnevezésű magánprodukcióját, amely keretében bábelőadásokkal lép fel az ország több pontján is. Zsámbékon él.

## Díjai és kitüntetései
- Blattner Géza-díj (2021)[5]